# Brendan Perry
Brendan Michael Perry (London, 30. lipnja 1959.) britanski je pjevač i multiinstrumentalist, najpoznatiji po radu u sastavu Dead Can Dance s Lisom Gerrard.

## Rani život
Perry je rođen 30. lipnja 1959. godine u Whitechapelu u Londonu; majka mu je podrijetlom iz Cavana u Irskoj, dok mu je otac iz Londona. Odrastao je i školovao se u East Endu dok se 1973. nije s obitelji preselio u Auckland u Novom Zelandu. Iako nije službeno glazbeno obrazovan, Perry je počeo svirati gitaru na koledžu St Paul's College, katoličkoj školi koju je pohađao u Ponsonbyju. Nakon što se nije uspio zaposliti kao učitelj u osnovnoj školi niti se pridružiti javnoj službi, Perry je radio različite poslove dok se 1977. nije pridružio skupini The Scavengers. U početku je u grupi svirao bas-gitaru, a kasnije je postao i pjevač kad je izvorni pjevač izišao iz sastava. Osim što je izvodila šačicu originalnih skladbi, grupa je svirala i obrade pjesama skupina The Stooges, New York Dolls i izvođača koji su pripadali psihodeličnoj glazbi s kraja 1960-ih. Budući da nije uspjela potpisati ugovor s diskografskom kućom niti nastupiti na koncertima, grupa se nakon dvije godine, u studenom 1978., preselila u Melbourne i promijenila je ime u The Marching Girls. Godine 1980. Perry je napustio taj sastav kako bi se posvetio samostalnoj karijeri i eksperimentirao s magnetskim vrpcama, sintezom i različitim oblicima ritma. Iduće je godine Perry osnovao Dead Can Dance sa Simonom Monroeom, Paulom Eriksonom (obojica su otišla u vrijeme kad se grupa preselila u London) i Lisom Gerrard.

## Karijera

### The Scavengers i Marching Girls
Iako je danas najpoznatiji po introspektivnom radu s Dead Can Danceom, Perryjev je glazbeni rad na početku njegove karijere bio različitog stila. Godine 1977. Perry je bio frontment novozelandskog punk rock sastava the Scavengers, u kojem je radio pod pseudonimom Ronnie Recent. Perry je u početku bio basist u toj grupi, ali je nakon promjene u postavi 1978. postao njezin pjevač. Godine 1979. sastav se preselio u Melbourne i promijenio ime u The Marching Girls. Perry je napustio skupinu 1980. godine. Perryjev rad s tim dvama skupinama objavljen je na kompilaciji AK79 iz 1979., koja je objavljena na CD-u 1994. i ponovno objavljena na ploči 2020. godine. The Scavengers je objavio dvije zbirke svojih pjesama snimljenih u Novom Zelandu; jednu 2003., a drugu 2014. godine. Marching Girls 1980. se godine pojavio na novozelandskoj ljestvici singlova s pjesmom "True Love".

### Dead Can Dance
Dead Can Dance izvorno je osnovan 1981. godine u Melbourneu kao kvartet koji su činili Perry, bubnjar Simon Monroe, basist Paul Erikson i Lisa Gerrard, koja se posljednja pridružila skupini. Godine 1982. Dead Can Dance preselio se u London, a Simon Monroe ostao je u Australiji. Peter Ulrich svirao je bubnjeve na prvim demouradcima, koncertima i snimkama grupe. Paul Erikson ubrzo je napustio skupinu i vratio se u Australiju, zbog čega je sastav postao duo. Diskografska kuća 4AD Records objavila je sedam studijskih albuma sastava, a prvi koji je objavila je njezin debitantski album Dead Can Dance, objavljen u veljači 1984.

### Samostalna karijera
Godine 1999. Perry je objavio debitantski samostalni album Eye of the Hunter. Na uratku se nalaze pjesme koje je napisao Perry i obrada pjesme "I Must Have Been Blind" Tima Buckleyja. Perry je kasnije obradio još Buckleyjevih pjesama – skladbe "Happy Time", "Chase the Blues Away", "Dream Letter" i "Song to the Siren".
Perry je oko 2001. skladao glazbu za desetominutni film Mushin Grahama Wooda, koji je dizajnirao ilustracije za box set Dead Can Dance (1981 – 1998) i album Wake.
Perry je u rujnu 2008. najavio da prekida odnos s diskografskom kućom 4AD i izjavio da će novi uradak, Ark, biti objavljen početkom 2009. godine. Na svojem je profilu na MySpaceu Perry izjavio da je taj uradak podosta drugačiji od Eye of the Huntera, uglavnom zbog korištenja strojeva za ritam i električne gitare. Demoinačica pjesme "Utopia" s tog albuma objavljena je na njegovom MySpaceu. Ark je na koncu objavljen 7. lipnja 2010. godine.
U ožujku 2016. najavljeno je da će surađivati s francuskim glazbenikom Olivierom Mellanom i bretonskim tradicionalnim sastavom Bagad Cesson na projektu pod imenom No Land.

## Diskografija
Studijski albumi
- Eye of the Hunter (1999.)
- Ark (2010.)
- Songs of Disenchantment: Music from the Greek Underground (2020.)

## Vanjske poveznice

### Sestrinski projekti
|  | Zajednički poslužitelj ima još gradiva o temi Brendan Perry |

### Mrežna mjesta
- Službeno mrežno mjesto
- Diskografija
- Intervju s Perryjem oko 2001.